# Brasilianisches Singerhuhn
Brasilianische Singerhühner, auf Portugiesisch galo músico de Minas genannt, sind ein in Brasilien allgemein bekannter Hühnerschlag, der den Langkrähern zugerechnet wird.

## Abstammung
Brasilianische Singerhühner stammen von Bergischen Langkrähern ab, die im 19. Jahrhundert von Deutschen Einwanderern eingeführt wurden. In Brasilien wurden sie mit lokalen Kampfhuhnschlägen gekreuzt, was zu gelegentlich auftretenden Erbsenkämmen, hellgelben Läufen und roten Ohrlappen führte. In den 1960er Jahren wurden weitere Bergische Kräher aus Deutschland eingekreuzt.

## Merkmale
Aus den Kreuzungen resultierten zahlreiche Variationen in Farbe, Form und Federzeichnung.
Die Grundform ist aufgerichtet, Beine und Schnabel sind ausnahmslos gelb. Der Krähruf ist lang und verhältnismäßig laut. Er soll 8–12 Sekunden betragen. Die Hennen legen etwa 120 hellbraune, circa 60 Gramm wiegende Eier.
Auf Farbe und Zeichnung der Tiere wird wenig Wert gelegt. Verbreitet sind Porzellanfarbige mit sehr heller Grundfarbe und fast weißen Schwingen.